# Frechen
Frechen település Németországban, azon belül Észak-Rajna-Vesztfália tartományban. Lakosainak száma 53 128 fő (2023. december 31.).

## Népesség
A település népességének változása:
| Lakosok száma | 41 453 | 52 212 | 52 473 | 52 155 | 52 811 | 53 128 |
|               | 1975   | 2017   | 2019   | 2021   | 2022   | 2023   |